# LGBT práva ve Svazijsku

Duhová mapa Svazijska

Lesby, gayové, bisexuálové a translidé (LGBT) se ve Svazijsku setkávají s právními komplikacemi neznámými pro většinové obyvatelstvo. Podle zprávy Rock of Hope Archivováno 28. 9. 2017 na Wayback Machine., svazijské LGBT advokátní skupiny, země dosud nepřijala žádnou legislativu uznávající práva LGBTI a chránící jiné sexuální orientace a genderové identity před diskriminací, v důsledku čehož nemohou být příslušníci LGBTI menšiny otevření ze strachu z nepřijetí většinovou společností.

## Zákony týkající se stejnopohlavních sexuálních aktů
Podle sekce 252 (1) ústavy svazijského království jsou v zemi od 22. února 1907 aplikovány principy římskoholandského práva (tyto principy zůstaly zachovány i po dni nezávislosti 6. září 1968), které tvoří neoddělitelnou součást zdejšího právního řádu. Principiálním zdrojem zdejšího práva bylo anglosaské právo aplikované v Transvaalské kolonii, které se pak později stalo součástí práva Jižní Afriky. Podle anglosaského práva z r. 1907 mohl soud za trestný čin sodomie uložit buď smrt nebo mírnější trest.:s.262, 263 a 267
Do poloviny 20. století chápaly jihoafrické soudy "sodomii" jako "protiprávní a vzájemně konsensuální sexuální vztahy mezi dvěma muži, k nimž dochází minimálně jednou ročně per anum." Tato úzká definice zahrnovala demonstrativní výčet několika "nepřirozených sexuálních aktů", které byly obecně chápány jako "smilstva proti přírodě". Myslely se jimi například i sexuální akty mezi muži bez análního styku. O sexuálních vztazích mezi ženami se právo nikdy nezmiňovalo. Skutečný vliv právního řádu Jihoafrické republiky na svazijské anglosaské právo je nejasný. Mezinárodní lesbická, gay, trans a intersex asociace je toho názoru, že svazijská právní definice "sodomie" je stejná jako v případě Jihoafrické republiky, a že pohlavní styk mezi ženami je legální, ačkoli nelze toto tvrzení potvrdit, ani vyvrátit.

## Stejnopohlavní soužití
Párům stejného pohlaví není umožněno uzavřít sňatek.

## Adopce dětí
Páry stejného pohlaví nemohou osvojovat svazijské děti. Na druhou stranu se osvojitelem dětí kromě manželských heterosexuálních párů mohou stát i rozvedení nebo svobodní jednotlivci.

## Ochrana před diskriminací
V r. 2012 odmítl svazijský ministr zahraničí Mgwagwa Gamedze přistoupit na výzvu pracovní skupiny OSN vyžadující přijetí zákonů chránících práva LGBT menšiny. Gamedze svůj postoj odůvodnil tím, že pochybuje o existenci gayů v zemi, a že tudíž nepovažuje za důležité o takových zákonech vůbec přemýšlet.
V květnu 2017 vydal Výbor OSN pro lidská práva sérii otázek na svazijskou vládu týkající se LGBT práv. Výbor chce mimo jiné také slyšet o možnostech právní ochrany před homofobní a transfobní diskriminací a násilím v bydlení a zaměstnání a o podpoře tolerance."

## Životní podmínky
Zpráva Ministerstva zahraničí Spojených států, oddělení lidských práv, z r. 2011 shledává, že:
V zemi je hojně rozšířená společenská diskriminace LGBT komunity, která se z tohoto důvodu většinou snaží svojí sexuální orientaci nebo genderovou identitu tajit před okolím. V pramenech zdejšího práva stále zůstává koloniální legislativa proti sodomii; nicméně není známo, že by byla proti homosexuálním mužům nadále uplatňována. Homosexuální muži i ženy, kteří jsou otevření ve svých sexuálních vztazích, často naráží na odpor z řad poskytovatelů bydlení, což z nich často dělá bezdomovce. Vládní představitelé, duchovní a jiné autority obecně homosexuální akty kritizují jako nekompatibilní s křesťanskými kořeny svazijského státu. Společenská diskriminace gayů a leseb má za následek také problém s registrací LGBT advokátních organizací ze strany vlády. Jednou z nich je například House of Pride, která funguje pod jinou organizací zabývající se problematikou HIV/AIDS. Je obtížně podrobně zanalyzovat diskriminaci v zaměstnání, protože o ní oběti často mlčí, a protože gayové a lesby obecně o své sexuální orientaci otevřeně nemluví.

### Pozice vládních představitelů
Král Mswati III., jeden z posledních absolutních monarchů na světě, otevřeně nazval homosexuální vztahy "satanskými" a premiér Barnabas Sibusiso Dlamini řekl o homosexualitě, že je abnormální a patologická.
V únoru 2012 se svazijští lékaři rozhodli použít Den svatého Valentýna ke kampani, v níž vyzývali gaye, aby se šli anonymně otestovat na přítomnost viru HIV. Náměstek ministra zdravotnictví Simon Zwane řekl, že homosexuální styk je ve zdejší společnosti sice tabu, ale že Ministerstvo zdravotnictví v rámci ochrany veřejného zdraví hodlá do testování zapojit i páry stejného pohlaví. LGBT skupiny tento krok vřele uvítali jako určitý posun v oblasti většího zviditelnění LGBT komunity.
Církevní představitelé považují LGBT vztahy za biblicky neakceptovatelné. I tak je ale některé země a komunity nejen tolerují, ale i plně akceptují. To, kam tímto krokem směřujeme, mi rozhodně nedává spát. Naše úřady zatím neumožňují párům stejného pohlaví uzavřít sňatek. Ale pokud se budeme i nadále ubírat takovouto cestou, časem to začnou požadovat, ačkoli na to není naše společnost ani dostatečně připravená, " řekl Dlamini v červnu 2012 svazijský premiér Barnabas Sibusiso Dlamini.
V r. 2014 řekl tiskový mluvčí Percy Simelane magazínu The Swazi Observer, že se vlád chystá monitorovat situaci LGBT práv v zemi za účelem přijetí oficiálního právního stanoviska.

### Sociální diskriminace
Zprávy o diskriminaci, harasmentu a násilí proti LGBT lidem nejsou ve Svazijsku dostatečně monitorovány. V březnu 2015 byla ve městě Nhlangano zavražděná 26letá lesba. Vrahem byl muž, kterému vadilo žít v blízkosti žen s homosexuální orientací. Několik měsíců předtím došlo k homofobně motivované vraždě gaye.

## Veřejné mínění
Podle průzkumu z r. 2016 by pouze 26 % Svazijců nevadilo mít za sousedy příslušníky LGBT komunity.

## Souhrnný přehled
| Legální stejnopohlavní styk                                                             | Mužský ilegální / Ženský legální   |
| Stejný věk legální způsobilosti k pohlavnímu styku pro obě orientace                    | Mužský ilegální / U žen sjednocený |
| Anti-diskriminační zákony v zaměstnání                                                  | No                                 |
| Anti-diskriminační zákony v přístupu ke zboží a službám                                 | No                                 |
| Anti-diskriminační zákony v ostatních oblastech (homofobní urážky, zločiny z nenávisti) | No                                 |
| Stejnopohlavní manželství                                                               | No                                 |
| Jiná forma stejnopohlavního soužití                                                     | No                                 |
| Adopce dítěte partnera                                                                  | No                                 |
| Společná adopce dětí stejnopohlavními páry                                              | No                                 |
| LGBT lidé smějí otevřeně sloužit v armádě                                               |                                    |
| Možnost změny pohlaví                                                                   | No                                 |
| Přístup k umělému oplodnění pro lesbické ženy                                           | No                                 |
| Náhradní mateřství pro gay páry                                                         | No                                 |
| MSM smějí darovat krev                                                                  | No                                 |